# Comuna Horodîșce, Korop
Horodîșce (în ucraineană Городище) este o comună în raionul Korop, regiunea Cernihiv, Ucraina, formată din satele Horodîșce (reședința) și Prîdesneanske.

## Demografie
Componența lingvistică a comunei Horodîșce
     Ucraineană (96,29%)
     Rusă (3%)
     Alte limbi (0,36%)
Conform recensământului din 2001, majoritatea populației comunei Horodîșce era vorbitoare de ucraineană (96,29%), existând în minoritate și vorbitori de rusă (3%).